# Scranciola centralis
Scranciola centralis är en fjärilsart som beskrevs av Sergius G. Kiriakoff 1962. Scranciola centralis ingår i släktet Scranciola och familjen tandspinnare. Inga underarter finns listade.